# Президентские выборы в Германии (2009)
Президентские выборы в Германии 2009 года — выборы федерального президента Германии состоявшиеся 23 мая 2009 года. Распоряжение о проведении выборов было отдано председателем бундестага Норбертом Ламмертом 8 мая 2008 года. В Германии президента избирает германское Федеральное собрание, которое 23 мая в 13-й раз собралось в здании рейхстага в Берлине.

## Кандидаты
В выборах 2009 года приняли участие: действующий президент Хорст Кёлер, профессор политологии Гезине Шван, киноактёр Петер Зодан и бард Франк Реннике.

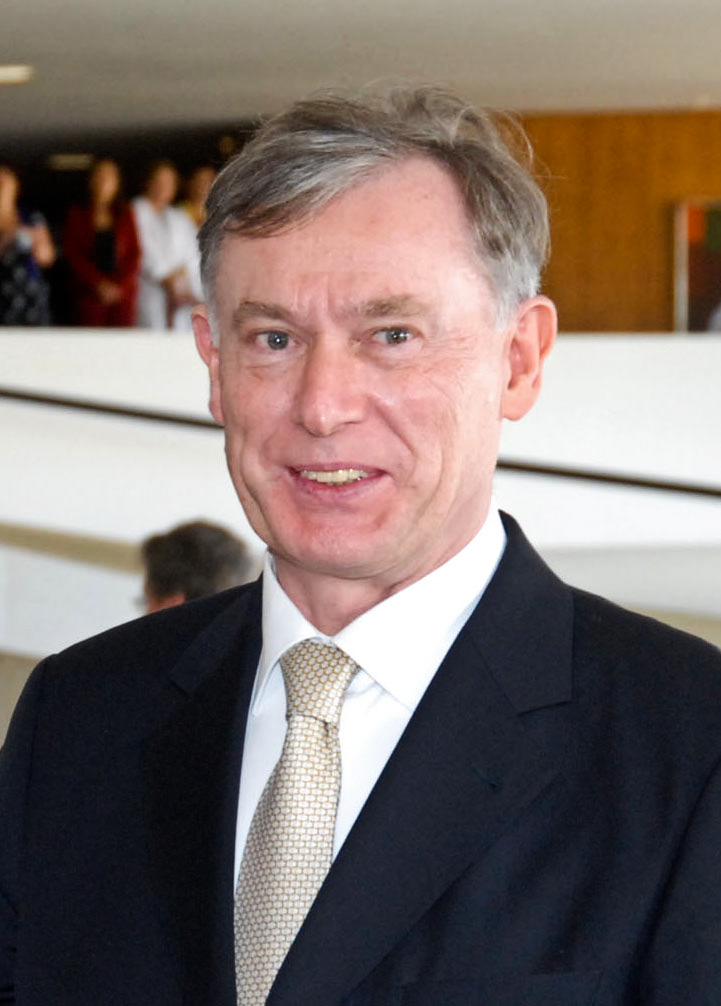
Хорст Кёлер
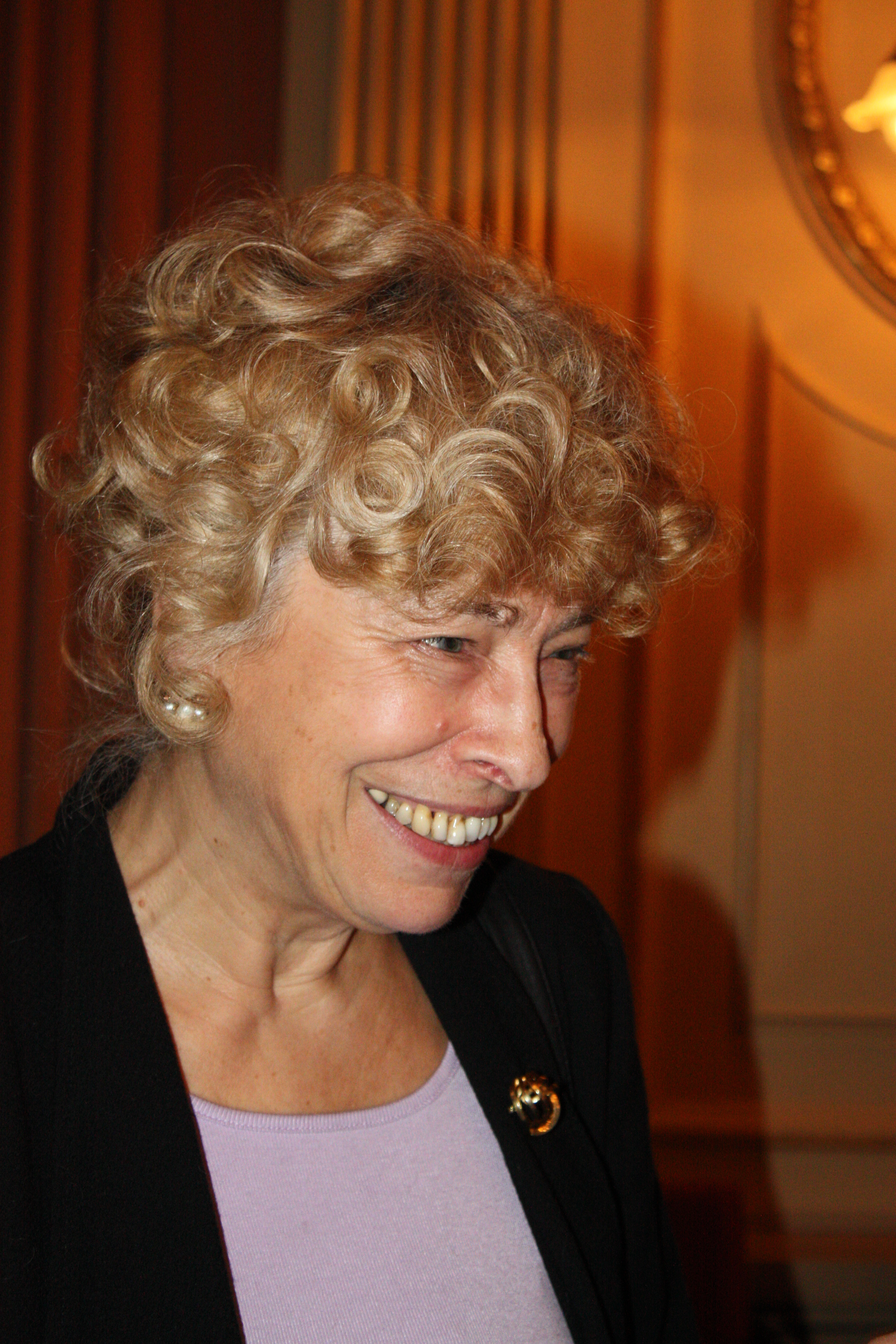
Гезине Шван
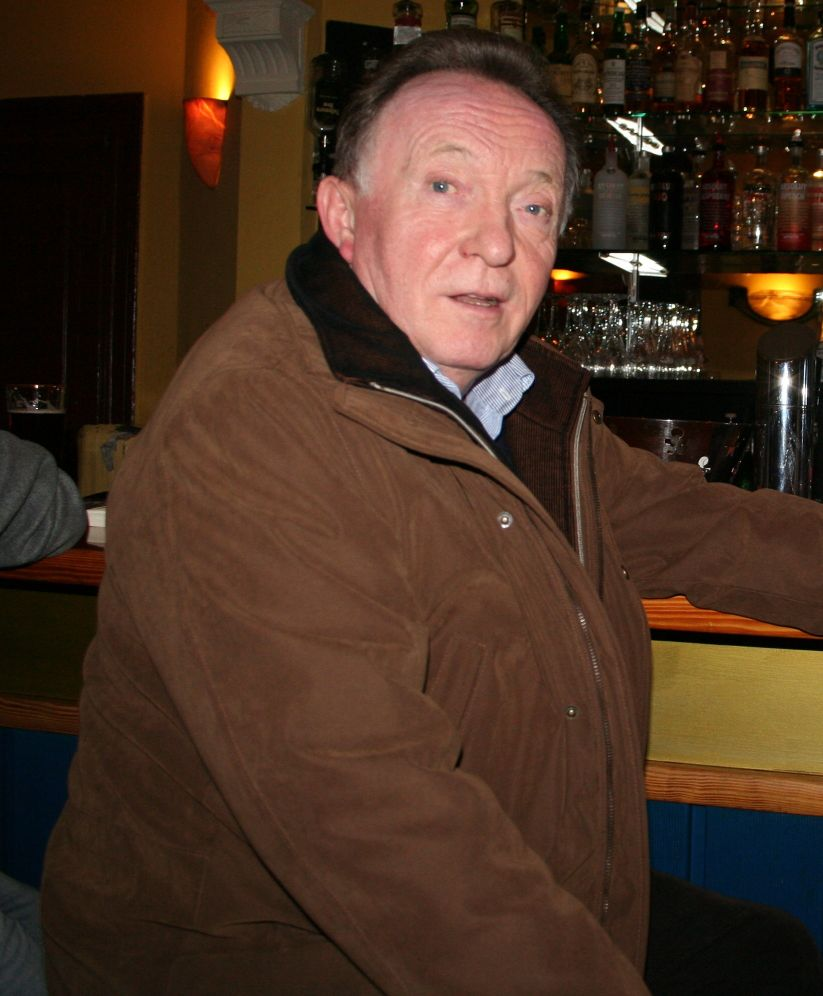
Петер Зодан
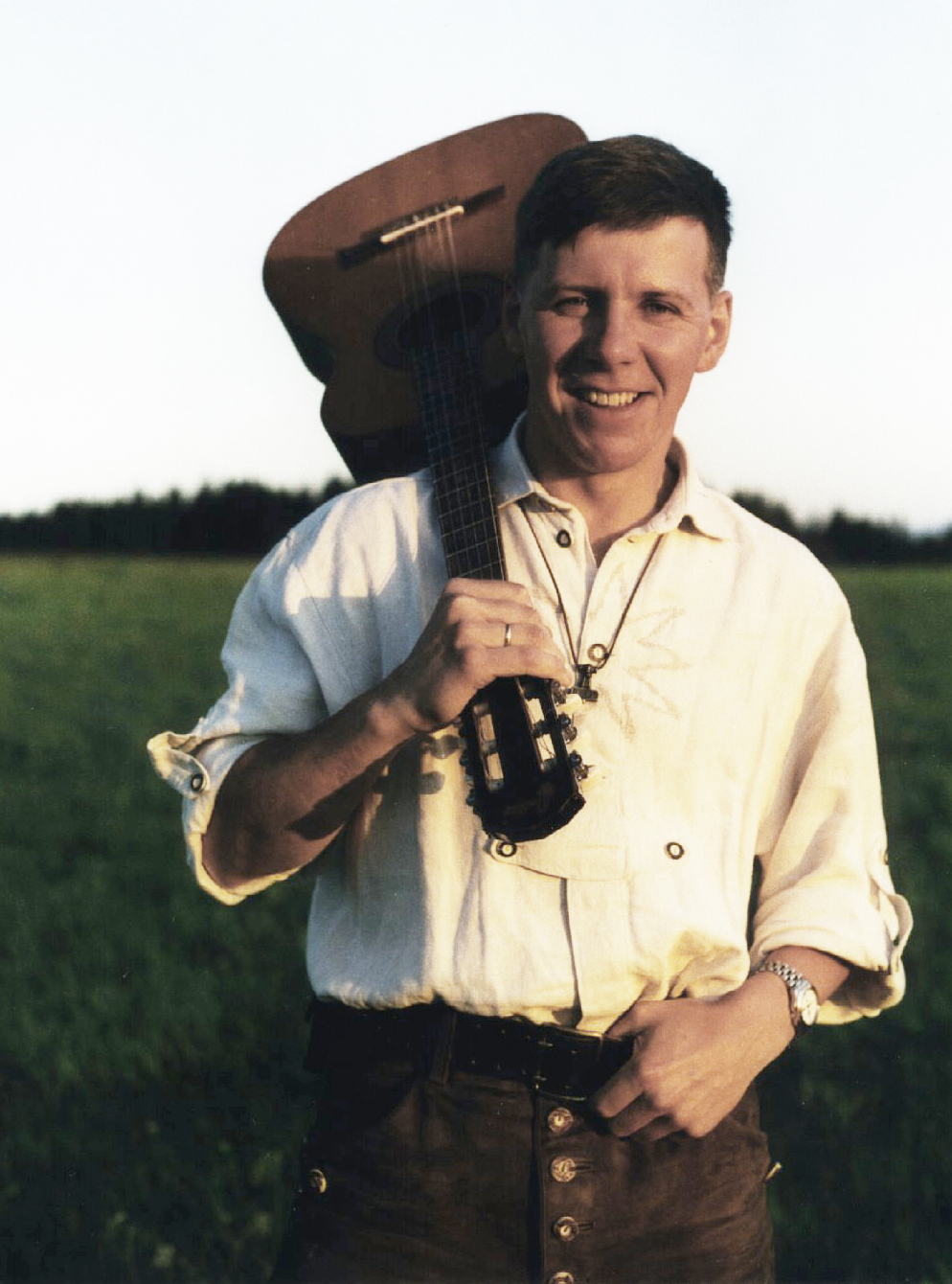
Франк Реннике

## Итоги
| Кандидат      | Поддерживающие партии | Количество голосов |
| ------------- | --------------------- | ------------------ |
| Хорст Кёлер   | ХДС/ХСС, СвДП         | 613                |
| Гезине Шван   | СДПГ, Зелёные         | 503                |
| Петер Зодан   | Левые                 | 91                 |
| Франк Реннике | НДПГ/ННС              | 4                  |

По конституции ФРГ, кандидат считается избранным, если за него в одном из первых двух туров отдано абсолютное большинство (613) голосов. Уже в первом туре необходимое количество голосов набрал Хорст Кёлер.